# ヤリス (コンピュータゲーム)
Yarisは、トヨタ自動車が欧米で販売しているヤリス（日本で販売されているトヨタ・ベルタに相当）を題材としたXbox 360用コンピュータゲームである。
本作は、2007年10月10日から Xbox Live Arcadeで無料配信されたものの、2008年11月に販売が終了した。

## システム
本作は3台のヤリスによるレースという設定であり、プレイヤーは3ドアリフトバックモデル、4ドアセダン、4ドアSセダンの3種類の中から選択することができる。
また、3台ともフード部分から「メカノシンビオント」（ "mechanosymbiont"）という触手のような銃を出すことができる。
本作のコースは近未来的なパイプ型のトラックであり、トラック上にはアップグレードに使えるコインが落ちているほか、郵便ポストといった敵キャラクターが登場する。
アップグレードにはタイヤのチューンナップや色の変更から、新しい武器のアンロックなどが存在する。
さらに、本作はオフライン・オンライン（ Xbox Live）での二人プレイに対応している。

## 評価
本作の評価は非常に悪く、GameRankingsでのスコアは 20%であり、Metacriticでは100点満点中17点と同サイトのXbox 360用ソフトにおける最低点を記録した。
批評家たちの多くは「ただで遊ぶ価値もない」という見解を示した。
Joystiqのダン・ドーマーは「本作には悪いところばかりで、いいところが一つもない。グラフィックからオンラインプレイの操作性まで破綻している。無料でもこのクソゲーをほしいとは思わないし、定価で買うほどの価値もない。」（"Yaris does nothing right, and everything wrong. Every element, from the graphics to the controls to the online play, is just busted. Even at the price of free, this lemon isn't fun or worth the sticker price".）とこき下ろしている。
Videogametalk.comのマイク・フレーシー（ Mike Flacy ）も、「このゲームが完全無料だからと手に取る前に、そのゲームがダウンロードするほどの価値があるのか、別の観点から自分に問いかけてほしい。『このゲームのダウンロードに17.5秒を費やしてまで遊んでみたいか？』難しい質問だったかな。このゲームで時間を無駄にするくらいなら、ごみ出しに精を出したほうが価値がある。」（The Videogametalk.com reviewer Mike Flacy wrote of Yaris, "As the title is completely free, you should ask yourself different questions related to value. For instance, "Is the title worth the 17.5 seconds it will take to download it?” That’s a tough one. You could take out the trash in that amount of time, a much more rewarding task than playing Yaris."）と述べている。
Ars Technicaのフランク・キャロンは本作について「単純で小粒だが面白い」と評価したが、この記事には、同ウェブサイトの関係者がキャロンの評価に否定的な見解を示しているという注釈がつけられた。
Game*SparkのRio Taniは、本作について、車の宣伝の一環として、取ってつけられたかのように作られたのではないかと述べており、ボタンを押していないにも拘わらずゲームスタート直後から車が勝手に動き出す点が、『Big Rigs』をほうふつとさせるとしている。また、Taniは、不気味な敵キャラクターが嬉しそうに妨害してくるせいで緊張感がなくなってしまったとも話している。